# Хасо фон Боймер
Хасо фон Боймер (на немски: Hasso von Boehmer) е германски лейтенант-полковник, участвал в опита за убийство на фюрера Адолф Хитлер от 20 юли 1944 г.

## Биография
Хасо фон Боймер е част от 9-и Пехотен полк от Потсдам, откъдето са и много други заговорници. Всички заедно, съставят повечето заговорници за опита за убийство на германския диктатор Адолф Хитлер и държавен преврат от всеки друг полк във Вермахта.
В деня на опита в Източна Прусия Хасо фон Боймер приема всички съобщения, които са пратени до него от Берлин. След като новината се разпространява, че Хитлер е оцелял, фон Боймер е арестуван същия ден и е отведен в затвора на „Лефтер Щрасе“ в Берлин. Поради болест, той се озовава в клиниката в концентрационния лагер в Захсенхаузен.
На 5 март 1945 г. германската Народна съдебна палата (Volksgerichtshof) го осъжда на смърт за участие в заговора от 20 юли 1944 г. Екзекутиран е същия ден в затвора Пльоцензе в Берлин.